# ドM時デスョ!
『ドM時デスョ!』（ドエムじデスョ）は、兵庫県神戸市の独立UHF局・サンテレビジョンで2007年10月6日から2008年3月29日まで放送されていたお色気番組である。放送時間は毎週土曜日（日曜日未明）の深夜0:00 - 0:55（JST）。
後継番組はインリン・オブ・ジョイトイとレイザーラモン司会による『今夜もハッスル』。
この項目では、この番組の前身となる『インリンのM時ですョ!（インリンのエムじですョ）』についても触れる。

## 概要
『おとなの子守唄』や『おとなのえほん』などが放送された、サンテレビ土曜深夜アダルトバラエティ枠の新シリーズとして、2007年4月7日から『インリンのM時ですョ!』のタイトルでスタート。グラビアアイドル・タレントのインリン・オブ・ジョイトイが自身初となる冠番組で司会を務め、『のりノリ天国』以来となる男性司会者として、補佐の藤谷弘光がインリンとともに番組を進行していた。9月29日の放送で『インリンのM時ですョ!』としての番組は一旦終了し、10月6日放送から『ドM時デスョ!』に番組タイトルが改められ、内容もリニューアルされた（詳細は後述）。スタジオパート以外のコーナーは、ほとんどが関西地区のサンテレビでスポンサーについたラブホテルで収録されている。

## 内容
番組はインリンがグラビアアイドル育成塾の塾長となって、「Mドル」と呼ばれる、メジャーなグラビアアイドルを目指す若手の女性タレントたちを生徒に授業を行う形で進行していく。

### インリンのM時ですョ!
『M時ですョ!』では、インリンが教室（スタジオ）に入ってきた後、藤谷の「起立! 礼!」の号令の後に、MドルがM字開脚を行いながら「おはようございMっす（エムっす）」とあいさつ。その後、藤谷の「閉脚!」の号令でMドルが脚を閉じてから、授業が始まる流れとなっている。
毎回1つのテーマで様々なレッスンを行うコーナーと、レッスンを基にしたゲームなどでMドルがバトルを繰り広げる実習コーナーをメインに、それ以外の各コーナーが随所に入る構成となっている。なお実習コーナーの最後には成績不振だったMドル（チーム戦の場合は敗戦チームのMドル全員）のお尻をインリンがハリセンで叩く罰ゲーム「ケツハリセン」が課せられる。
番組の最後では、その週の最優秀生徒をMドルからインリンが1名選出。選ばれたMドルには番組タイトルが描かれたステッカーが贈られ、Mドルのセクシーショットがエンディングタイトルとともに流れる。
2007年9月29日の放送で、Mドルの一期生メンバーが卒業するにあたり、最優秀Mドルが発表された。最優秀Mドルに選ばれた杉波なつには、副賞として金パイ（乳輪を模した金色のニプレス）とオリジナルDVDの制作・販売権が贈られた。

### ドM時デスョ!
『ドM時デスョ!』では『M時ですョ!』とは逆に、教室にいるインリンが「さあドMなグラドルたち、お入りなさい!」とMドルたちを呼んでから、上咲かなと蘭いおり、あずさと立花マリコ、吉田由香と谷亜寿香の順に2名ずつMドルたちが教室に入ってくる。
この番組でも、毎回テーマにあたるメニューが用意されているのは同じだが、レッスンコーナーはなく、いきなり実習コーナーにあたるMドルのバトルが行われる。バトルはさらに過激なものになり、「ケツハリセン」もMドルの両手首を拘束し、上から吊るした状態で行われる「ドMケツハリセン」に変わった。
また番組の最後では、その週の最もダメだった生徒・ダメドルをインリンが1名選出。ダメドルには反省する意味を込めて、エンディングタイトル後にインリンの「さあダメドルよ、お濡れなさい!」の掛け声とともに頭の上から水をかけられる罰が課せられる。またエンディングタイトルでは、翌週放送されるMドルバトルの映像が予告として流れていたが、2008年1月からは各コーナーも含めた今週放送分のハイライト映像に変わっている。
2月2日・9日・16日放送はスタジオを離れ、鷲ヶ岳スキー場（2月2日・16日放送）・高鷲スノーパーク（2月9日放送）から放送している（各コーナーはすべて通常どおり放送）。そのため、ダメドルへの罰もインリンと他のMドルが温泉に入っている間、水着姿で雪の中を走る罰に変わっている。
最終回ではMドル6人が10分以内に大なわとびを30回飛ぶ難関をクリアして卒業することになったが、卒業祝いの代わりに全員がドMケツハリセンを受けた。また番組の最終回とMドルの卒業を記念して、インリンが水かぶりの刑を受けた。

## 出演

### 司会
- インリン・オブ・ジョイトイ（塾長）
- 藤谷弘光（事務員→補佐・進行）

### Mドル
一期生（2007年4月7日 - 2007年9月29日）
- 鳴海陽菜
- 中原郁枝
- 奥野マリ
- 杉波なつ
- 新倉ゆかり
- 泡瀬夏弥

二期生（2007年10月6日 - 2008年3月29日）
着用している水着の色で戦隊ヒーロー風に「ドM○○（色の名前）」と呼ばれることもある。
- 谷亜寿香 - ドMパープル
- 蘭いおり - ドMブルー
- 立花マリコ- ドMカーキ
- 吉田由香 - ドMピンク
- 上咲かな - ドMレッド
- あずさ - ドMひまわり

### コーナー出演者
- 黄金咲ちひろ（黄金の法則・進行）
- 霧島のぁ（黄金の法則・助手）
- マリア・ディゾン（絶倫Cooking）
- 加藤鷹（鷹美写→鷹美写2）
- 水都久実（MNN）
- クリス小澤（ちょっとHな英会話教室・講師）
- 新田真士（ちょっとHな英会話教室・アシスタント）
- ほしのみゆ（ラブ・デート）
- 結城リナ（絶倫Cooking→官能!ケータイWORLD）

過去のコーナー出演者
- 佐伯夕乃（Sexy Mind Check）
- 恋小夜（絶倫Cooking）
- 原田和泉（MNN）
- リナ・ディゾン（看護師美ん美ん物語）
- 田中絵里（特設美eスタジオ・進行）
- 柚希れいか（特設美eスタジオ・アシスタント）
- 上田ゆい（特設美eスタジオ・アシスタント）
- AYA（SHAKE YOUR HIP!!）
- YOKO（SHAKE YOUR HIP!!）
- 高原このみ（SHAKE YOUR HIP!!）
- かすみ果穂（ラブ・デート）
- 日高ゆりあ（ラブ・デート）
- ほしのみゆ（ラブ・デート）
- Marin.（ラブ・デート）
- みひろ（ラブ・デート）
- 紅月ルナ（ナイト・レター→看護師美ん美ん物語→官能!ケータイWORLD）

## 主なコーナー
あかひげの絶倫Cooking（2007年4月 - ）
簡単に作れるスタミナ料理を調理・試食するコーナー。
鷹美写〜WARPを狙え〜（2007年4月 - 2007年9月）→鷹美写2〜WARPを狙え〜（2007年10月 - ）
「WARPエンジェル」と呼ばれる女性たちのセクシーショットを加藤鷹が撮影するコーナー。「鷹美写」は途中からカメラをシャットアウトし、カーテンの向こうで撮影している模様を音声のみで伝えていた。5月5日放送からはこの間の映像に「シークレットガール」が登場。「鷹美写2」では自身のアトリエで撮影する設定に変更され、小道具を使って胸部や局部を隠して撮影することが多くなった。さらにWARPエンジェルの撮影後、消灯している寝室で横になっているシークレットガールを隠し撮りする展開となっている。
MNN〜Max News Network〜（2007年4月 - ）
「買取りまっくす」のオススメするアダルトDVDを、ニュース番組風に知的に紹介するコーナー。
官能!ケータイWORLD（2007年10月 - ）
18禁小説サイトで発表されている小説を朗読するコーナー。
ラブ・デート（2007年10月 - ）
視聴者から寄せられたホテルでの思い出を再現ドラマをまじえて紹介するコーナー。再現ドラマではパートナー役のセリフを男性ナレーターが担当。なお、かすみ果穂が出演していた時期は、映像では男性の代わりにテディベアのぬいぐるみを写していた。
クリス小澤のちょっとHな英会話教室（2008年1月 - ）
クリス小澤が簡単でエッチな英会話をレクチャーするコーナー。また「教えて!クリス先生!」では視聴者からの質問にも答える。
黄金咲ちひろの黄金の法則（2008年1月 - ）
開運系マルチタレントの黄金咲ちひろが毎回「黄金アイテム」と呼ばれるセクシーなコスチュームやランジェリーを紹介しながら、「黄金プレイ」と呼ばれるさまざまなフェチプレイを助手の霧島のぁに実演・解説し、“黄金の法則”を導き出していくコーナー。

### 過去のコーナー
ナイト・レター（2007年4月 - 2007年7月）
愛する人へ普段なかなか伝えられない想いを綴った手紙を紹介するコーナー。
看護師美ん美ん物語（2007年8月4日・8月11日）
美に関する相談コーナー。特設美eスタジオへ内容は引き継がれる。
SHAKE YOUR HIP!!（2007年4月 - 2007年9月）
セクシーなオリジナルダンスを披露するコーナー。
ミッドナイト・ギャルバトル（2007年4月 - 2007年9月）
2人のAV女優がHなゲームで対戦。敗者には罰ゲームとして、ピンクの○の中に「負」の文字が入ったニップレスと白ふんどしを着用した負けコスプレで、ゲームにまつわる罰が与えられる。
Sexy Mind Check（2007年4月 - 12月）
セクシーな心理テストを行うコーナー。
特設美eスタジオ（2007年8月18日 - 12月）
美に関する相談コーナー。

## 使用楽曲
インリンのM時ですョ!（2007年4月7日 - 2007年9月29日）
- オープニング曲：「Do What You Wanna Do」（STARPOINT）
- Qカット（CMのカット）：「Manic Monday」（バングルス）
- エンディング曲：「True Friendship」（歌・作詞・作曲：Singer J[10]、編曲：山崎幸次）

ドM時デスョ!（2007年10月6日 - 2008年3月29日）
- オープニング曲：「Get It On」（チェイス）
- バトルタイトルコール：「Battle Without Honor or Humanity」（布袋寅泰）
- ドMケツハリセン・スパンキングタイム：「Take A Look Around（M:I-2のテーマ）」（リンプ・ビズキット）
- エンディング曲：「Elevation」（U2）、「春よ、来い」（松任谷由実、最終回のみ）

## ネット局
| 地域   | 放送局                            | 放送曜日と時間                    | 備考1 |
| ------ | --------------------------------- | --------------------------------- | --- |
| 兵庫県 | サンテレビジョン（SUN-TV）        | 土曜（日曜未明）0時 - 0時55分     | 『ドM時デスョ!』制作局 大阪府・和歌山県・徳島県・鳥取県・島根県東部の一部・岡山県・高知県の一部でも視聴可能。 |
| 千葉県 | 千葉テレビ放送（チバテレビ・CTC） | 金曜（土曜未明）1時 - 1時55分     | 6日遅れ 東京都・神奈川県・茨城県でも視聴可能。                                                                |
| 埼玉県 | テレビ埼玉（テレ玉・TVS）         | 金曜（土曜未明）2時 - 2時55分     | 6日遅れ 東京都と神奈川県・群馬県・栃木県・茨城県・福島県の一部でも視聴可能。                                  |
| 京都府 | 京都放送（KBS京都）               | 土曜（日曜未明）1時25分 - 2時20分 | サンテレビと同日 大阪府・滋賀県と福井県の一部でも視聴可能。                                                   |
| 奈良県 | 奈良テレビ放送（TVN）             | 土曜（日曜未明）2時25分 - 3時20分 | サンテレビと同日 三重県・和歌山県の一部で視聴可能。                                                           |

- いずれも独立UHF放送局にネットされている。
- 奈良テレビ放送以外の局は東名阪ネット6（2007年4月1日発足）に属している。

## スタッフ
インリンのM時ですョ!（2007年4月7日 - 2007年9月29日）
- 構成：土屋幸嘉
- ディレクター：松本宏志、岩松まこと
- AD：あちわれいこ、山本少年
- 監修：厨子忠純
- プロデューサー：音甲一、山内カオル、田野ひでふさ
- 企画：ダイフク企画
- 制作：コールツプロダクション
- 製作著作：SUN-TV

ドM時デスョ!（2007年10月6日 - 2008年3月29日）
- ナレーター：井上宏之、みるき
- 構成：土屋幸嘉
- ディレクター：松本宏志、岩松まこと、山本崇央
- AD：あちわれいこ
- 監修：厨子忠純
- プロデューサー：音甲一、山内カオル、田野ひでふさ
- 企画：ダイフク企画
- 制作：コールツプロダクション
- 製作著作：SUN-TV